# Ommatidiotus dissimilis
Ommatidiotus dissimilis är en insektsart som först beskrevs av Falltn 1806.  Ommatidiotus dissimilis ingår i släktet Ommatidiotus och familjen Caliscelidae.
Artens utbredningsområde är Frankrike. Arten är reproducerande i Sverige. Inga underarter finns listade i Catalogue of Life.

## Bildgalleri

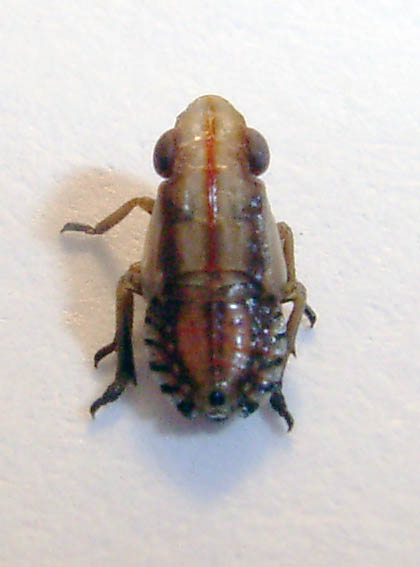
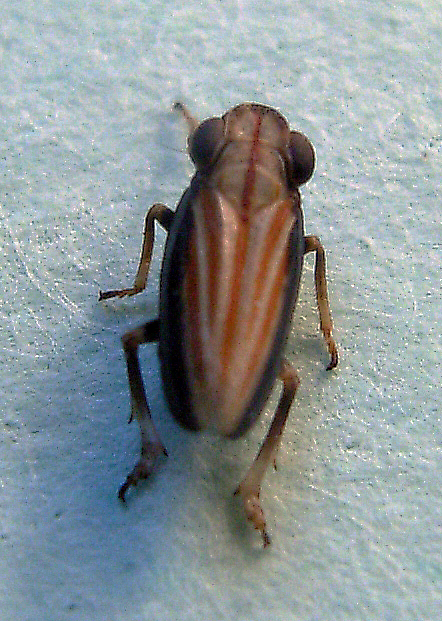
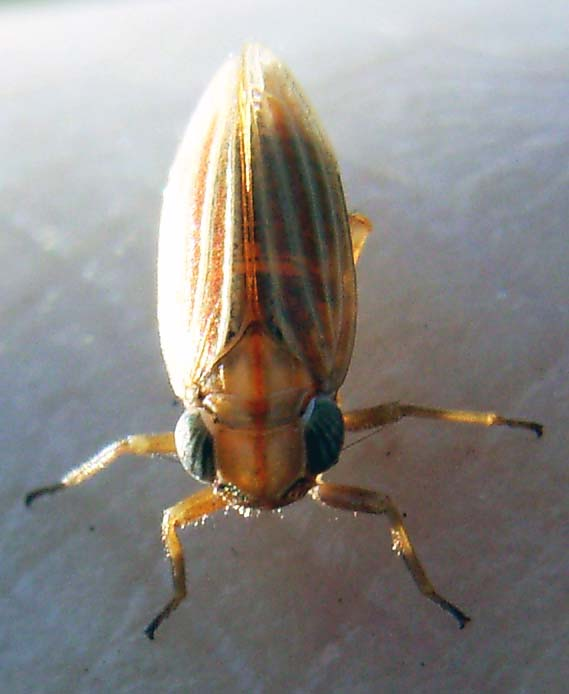